# Manuel Locatelli
Manuel Locatelli (* 8. Januar 1998 in Lecco) ist ein italienischer Fußballspieler. Der Mittelfeldspieler steht bei Juventus Turin unter Vertrag und ist Nationalspieler.

## Karriere

### Verein
Locatelli wechselte 2010 aus der Jugendabteilung von Atalanta Bergamo in die der AC Mailand. Nachdem er in der Rückrunde der Spielzeit 2014/15 sowie der Hinrunde der Spielzeit 2015/16 je eine Partie auf der Bank der Profimannschaft gesessen hatte, wurde er im Februar 2016 vom damaligen Trainer Siniša Mihajlović in den Profikader aufgenommen. Locatelli gehörte in der Rückrunde regelmäßig zum Kader und absolvierte am 21. April 2016 beim 0:0 im Spiel gegen den FC Carpi sein Debüt für die Rossoneri. In der Spielzeit 2016/17 entwickelte er sich unter dem neuen Trainer Vincenzo Montella zum Stammspieler und hatte dadurch einen großen Anteil am Gewinn des italienischen Supercups gegen Juventus Turin und an der Qualifikation für die UEFA Europa League. Nach dem erneuten Trainerwechsel zu Gennaro Gattuso bestritt Locatelli zwar seine ersten Europapokal-Partien, musste sich aber immer öfter mit einem Platz auf der Ersatzbank zufriedengeben.
Zur Saison 2018/19 wechselte er auf Leihbasis mit Kaufpflicht zum Ligakonkurrenten US Sassuolo. In seiner ersten Spielzeit für Sassuolo absolvierte Locatelli 29 Ligaspiele in der Serie A und erzielte dabei zwei Tore. Zur Saison 2019/20 wurde er durch die Kaufpflicht im Leihvertrag fest von Sassuolo verpflichtet und unterschrieb einen bis 2023 laufenden Vertrag.
Kurz vor dem Beginn der Saison 2021/22 wechselte Locatelli für zwei Jahre auf Leihbasis zu Juventus Turin. Beim Erreichen bestimmter sportlicher Ziele greift anschließend eine Kaufpflicht mit einer Ablösesumme in Höhe von 25 Millionen Euro, die sich durch Bonuszahlungen um maximal 12,5 Millionen Euro erhöhen kann.

### Nationalmannschaft
Locatelli durchläuft seit 2013 die verschiedenen italienischen Juniorennationalmannschaften. Mit der U-17-Nationalmannschaft erreichte er bei der U-17-Europameisterschaft 2015 das Viertelfinale, mit der U-19-Auswahl konnte er das Finale der U-19-Europameisterschaft 2016 erreichen, das die Französische Mannschaft jedoch mit 4:0 gewann. Nach der Europameisterschaft wurde Locatelli neuer Kapitän der U-19-Nationalmannschaft.
Von 2017 bis 2019 ist Locatelli ein wichtiger Stammspieler der U-21-Nationalmannschaft und trat für diese auch bei der U-21-Europameisterschaft 2017 und 2019 an.
Im September 2020 wurde Locatelli von Nationaltrainer Roberto Mancini für zwei Spiele in der UEFA Nations League gegen Bosnien-Herzegowina und die Niederlande in den Kader der italienischen Nationalmannschaft berufen. Beim 1:0-Sieg in den Niederlanden am 7. September 2020 stand Locatelli in der Startelf und absolvierte sein erstes Länderspiel für die italienische Nationalmannschaft.
Bei der siegreichen Europameisterschaft 2021 stand er im italienischen Kader und wurde in fünf der sieben Spiele eingesetzt.

## Erfolge
- Italienischer Supercupsieger: 2016 (AC Mailand)
- Italienischer Pokalsieger: 2023/24 (Juventus Turin)
- Europameister: 2021

- Verdienstorden der Italienischen Republik (Ritter) – für den Gewinn der Europameisterschaft 2021[4]
- Premio Bulgarelli Number 8: 2020/21